# Living Hell
Living Hell (también conocida como Organizm en su lanzamiento en DVD) es una película de televisión de terror de 2008 escrita y dirigida por Richard Jefferies, protagonizada por Johnathon Schaech y Erica Leerhsen. Se estrenó en Sci Fi Channel el 23 de febrero y se lanzó en DVD el 10 de junio de 2008.
Con un presupuesto estimado de 4.500.000 dólares, la película se rodó en tan sólo 29 días.

## Reparto
- Johnathon Schaech como Frank Sears
  - Schaech también aparece como Yevgeni Tarasov, el padre de Frank Sears.
  - Angelo Martinez como el joven Frank Sears
- Erica Leerhsen como Carrie Freeborn
- James McDaniel como el coronel Erik Maitland
- Jason Wiles como Glenn Freeborn
- Terence Jay como el sargento Arbogast
- Charissa Allen como la soldado de primera clase Aneta McQueen
- Dylan Kenin como el sargento Teegarden
- Jude Herrera como soldado de primera clase Una Fernandes
- Vic Chao como el sargento Kinoshita
- Josh Berry como Torbin Struss
- Daniel Beer como Tristam Sears
- Rick Herodes como el general Kenneth Lavigne
- Joshua Rollins como Kermit Shourt
- Darlene Kegan como Eleanore Sears
- Liezl Carstens como Gayle Osterloh
- Lew Alexander como Virgil Redwing
- Haleigh Sanderson como Kaz Redwing
- Fredrick López como Perry Redwing
- John Weitz como locutor de PA (voz)
- Daniel Hubbert como controlador de tráfico aéreo
- Brad Hulleman como soldado del ejército

El personaje de Rick Herod lleva el nombre de la famosa cantante y actriz canadiense Avril Lavigne.